# Rua Michelena
A Rua Michelena é uma rua em Pontevedra (Espanha) localizada no centro da cidade, à beira do centro histórico. É uma das principais ruas de Pontevedra e uma das ruas mais comerciais da cidade.

## Origem do nome
Desde 1858, a rua tem sido dedicada a José María de Michelena, que foi nomeado Governador Civil de Pontevedra e Presidente do Conselho Provincial de Pontevedra a 11 de Novembro de 1851 e que deixou o seu cargo a 6 de Maio de 1853. As suas grandes iniciativas e actividade, assim como as suas excelentes condições como governador, valeram-lhe uma rua na cidade. Foi responsável pelo desenho do acesso à Igreja de São Francisco com a sua balaustrada de ferro e o seu canteiro de flores na praça em frente da igreja.

## História
A actual Rua Michelena era um caminho estreito fora do perímetro das muralhas de Pontevedra, com um chão de terra batida onde se acumulava água, conhecido como Poza das Rans.
Em 1852, as muralhas de Pontevedra começaram a ser demolidas pela porta das Trabancas, entre as actuais praças da Ferraria e da Peregrina, o que permitiu a abertura em 1854 desta rua que seguia o perímetro das muralhas demolidas na sua parte sul. Parte do terreno para construção foi posto à disposição dos habitantes da cidade.
Em 1858, a Câmara Municipal de Pontevedra decidiu dar à rua o nome de José María de Michelena.
Em 1864, as obras foram concluídas na rua, dando-lhe uma aparência semelhante à que tem hoje. Lojas como a loja dos fotógrafos Hermanos Guiard foram criadas na rua a partir de 1867. Na década de 1860, o advogado, político e empresário Francisco Antonio Riestra Vallaure comprou vários terrenos na rua, onde mandou construir catorze edifícios, incluindo a mansão no número 30. Em 1872, a Rua Michelena foi uma das primeiras na cidade a ter passeios.
A 25 de Julho de 1888, a Rua Michelena tornou-se a primeira rua na Galiza (juntamente com a vizinha Rua da Oliva) a ter iluminação pública, graças à instalação de arcos eléctricos e lâmpadas incandescentes. Esta primeira rede eléctrica galega foi obra do Marquês de Riestra, que construiu a primeira fábrica de electricidade no noroeste da Península Ibérica na Praça da Verdura e que em 1887 obteve uma patente para um processo de ajuste dos dínamos.
No início do século XX, a Rua Michelena já era uma das ruas mais importantes da cidade. A 1 de Novembro de 1900, começaram os trabalhos de construção do novo edifício do Banco de Espanha, no número 28. O edifício foi projectado pelo arquitecto José Fermín de Astiz Bárcena e foi inaugurado em 1903.
Em 1913, o papagaio Ravachol, que vivia desde 1891 na farmácia de Don Perfecto Feijoo, numa casa que já não existe no extremo oriental da rua, na esquina da praça da Peregrina, morreu.
De finais de 1924 a 1943, a rua tornou-se um dos principais locais para o eléctrico da cidade, que mais tarde foi substituído pelo serviço de tróleis e tráfego automóvel.
Em 9 de Março de 1981, a emblemática livraria Michelena abriu as suas portas no número 22, um ponto de referência na Galiza pela sua extensa colecção de até 70.000 volumes. Fechou as suas portas em 30 de Junho de 2010 devido à crise económica que atingiu a Espanha entre 2008 e 2014.
Em 1985, a rua era ainda um dos principais pontos de trânsito da cidade e tinha várias faixas de rodagem. Em Agosto de 2001, a rua foi fechada ao tráfego automóvel e passou a ser pedonal.

## Descrição
É uma rua empedrada que segue a linha da antiga muralha medieval no coração do centro da cidade, relativamente direita e na sua maioria plana, com um comprimento de cerca de 250 metros. A sua largura média é de 10 a 11 metros.
Esta é uma rua pedonal central na beira do centro histórico, ligando a praça de Espanha à praça da Peregrina. Três ruas pedonais convergem ao longo dela, de oeste para leste: Marquesa, General Gutiérrez Mellado e Fernández Villaverde.
A Rua Michelena é uma das principais ruas da cidade e um dos seus centros nevrálgicos, onde se encontram instituições oficiais como o edifício da Câmara Municipal ou o edifício das sucursais provinciais da administração periférica de Espanha, assim como numerosas lojas e franquias nacionais e internacionais.

## Edifícios notáveis
O início da rua coincide com a praça da Peregrina e na esquina entre a praça e a rua Michelena estava o edifício da farmácia do farmacêutico Perfecto Feijoo onde o papagaio Ravachol morreu em 1913 e onde hoje existe uma escultura do papagaio feita pelo escultor José Luis Penado em 2006.
No número 28 da rua encontra-se o edifício do Banco de Espanha. A sua construção começou em 1900 e foi inaugurado em 1903. É um exemplo da arquitectura administrativa do Estado espanhol no início do século XX, num estilo ecléctico. A sua entrada principal é na Rua Michelena e tem um pátio com uma entrada na Rua Fernández Villaverde. As fachadas do edifício são simétricas e solenes. A porta principal da Rua Michelena termina num arco de volta perfeita com uma varanda superior de pedra sobre mísulas. Os elementos de pedra que emolduram e decoram as janelas das fachadas têm decoração geométrica na parte superior, que termina em arcos segmentares.
No número 30 da rua encontra-se a mansão do Marquês da Riestra, construída no final do século XIX, onde o Marquês da Riestra estabeleceu a sua residência e a sede do seu Banco Riestra. É um edifício ecléctico com elementos art nouveau. A sua fachada tem galerias, arcos de ferradura e molduras decorativas. As janelas e a entrada das carruagens no rés-do-chão são emolduradas por arcos de volta perfeita. O rés-do-chão está rodeado por um plinto de granito.
Os edifícios nos números 2, 4, 6, 8, 10, 10, 10, 24, 32, 34, 36, 38, 40 e 42 datam do século XIX. O número 2 data de 1853 e era a casa de Manuel Portela Valladares. O número 4 data de 1878 e o número 24 era a casa do político Alejandro Mon  No número 20 da rua, o restaurante-tapería La Muralla incorporou uma secção das muralhas medievais na cave, que se tornou um elemento adicional da decoração interior.

## Galeria

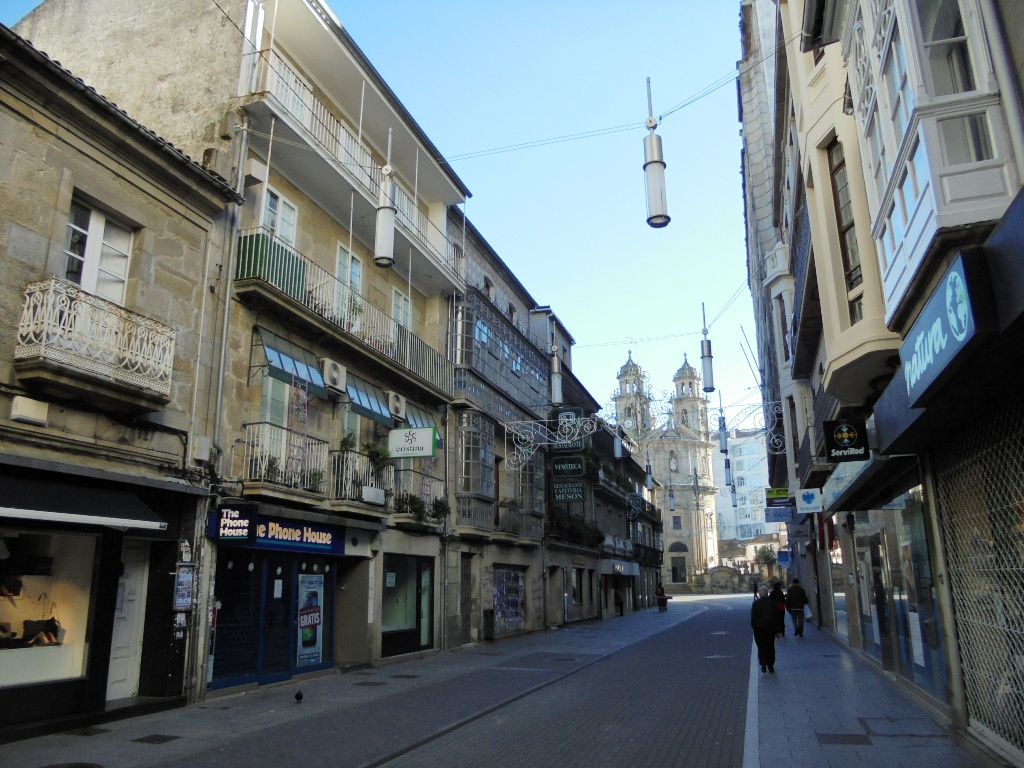
Trecho da rua perto da praça da Peregrina
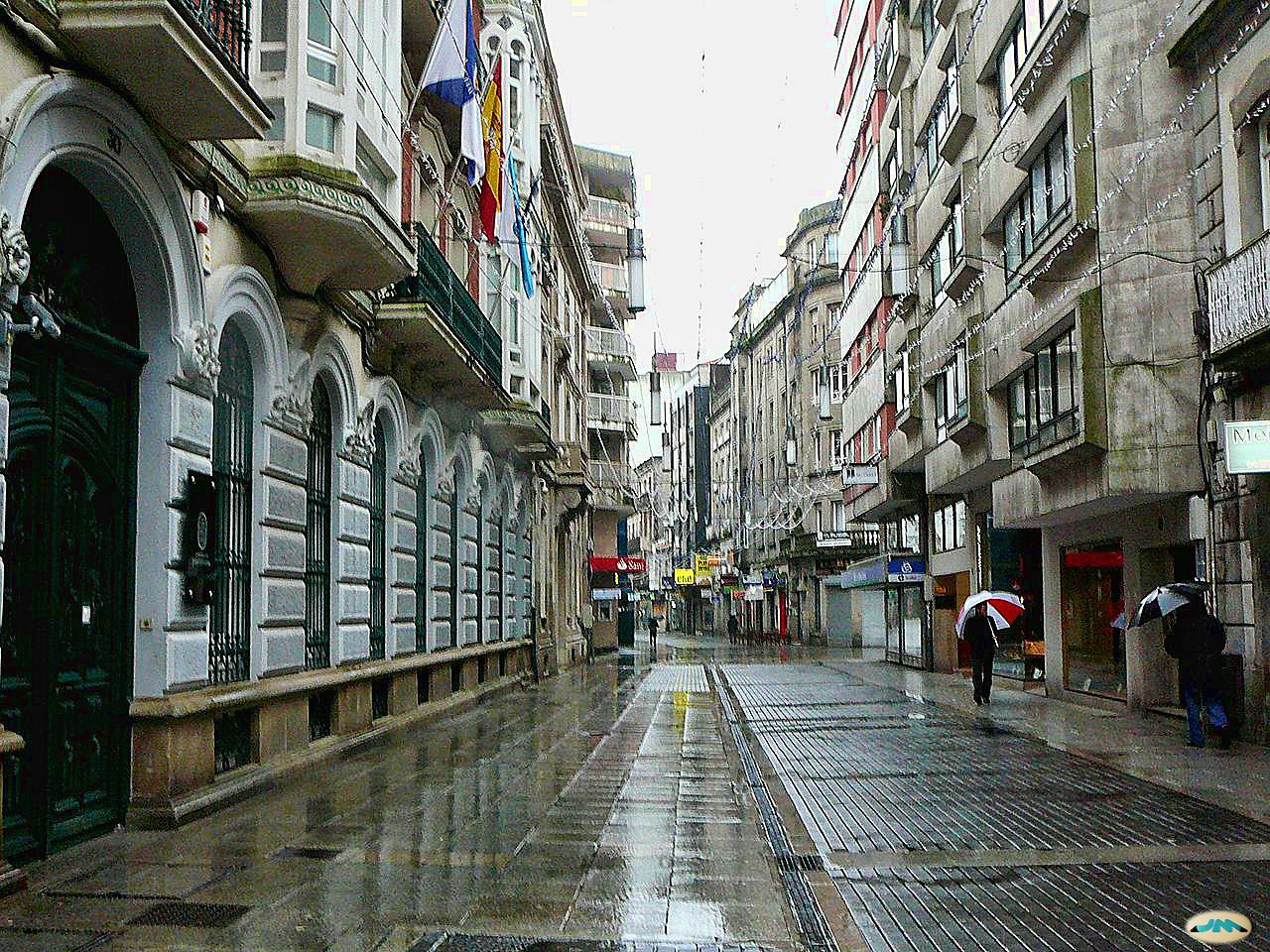
Secção da rua perto da Praça de Espanha
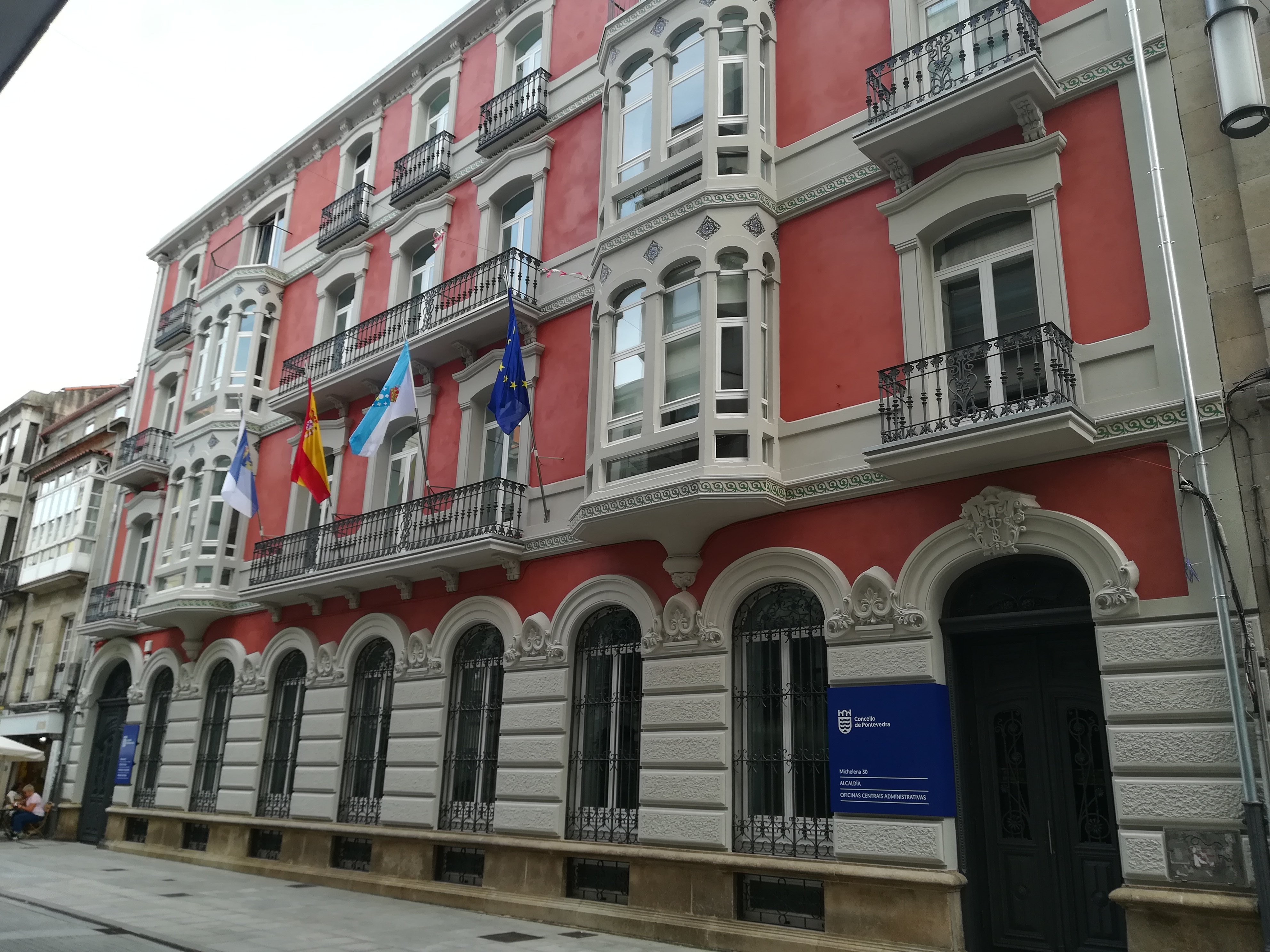
Mansão do Marquês de Riestra no número 30
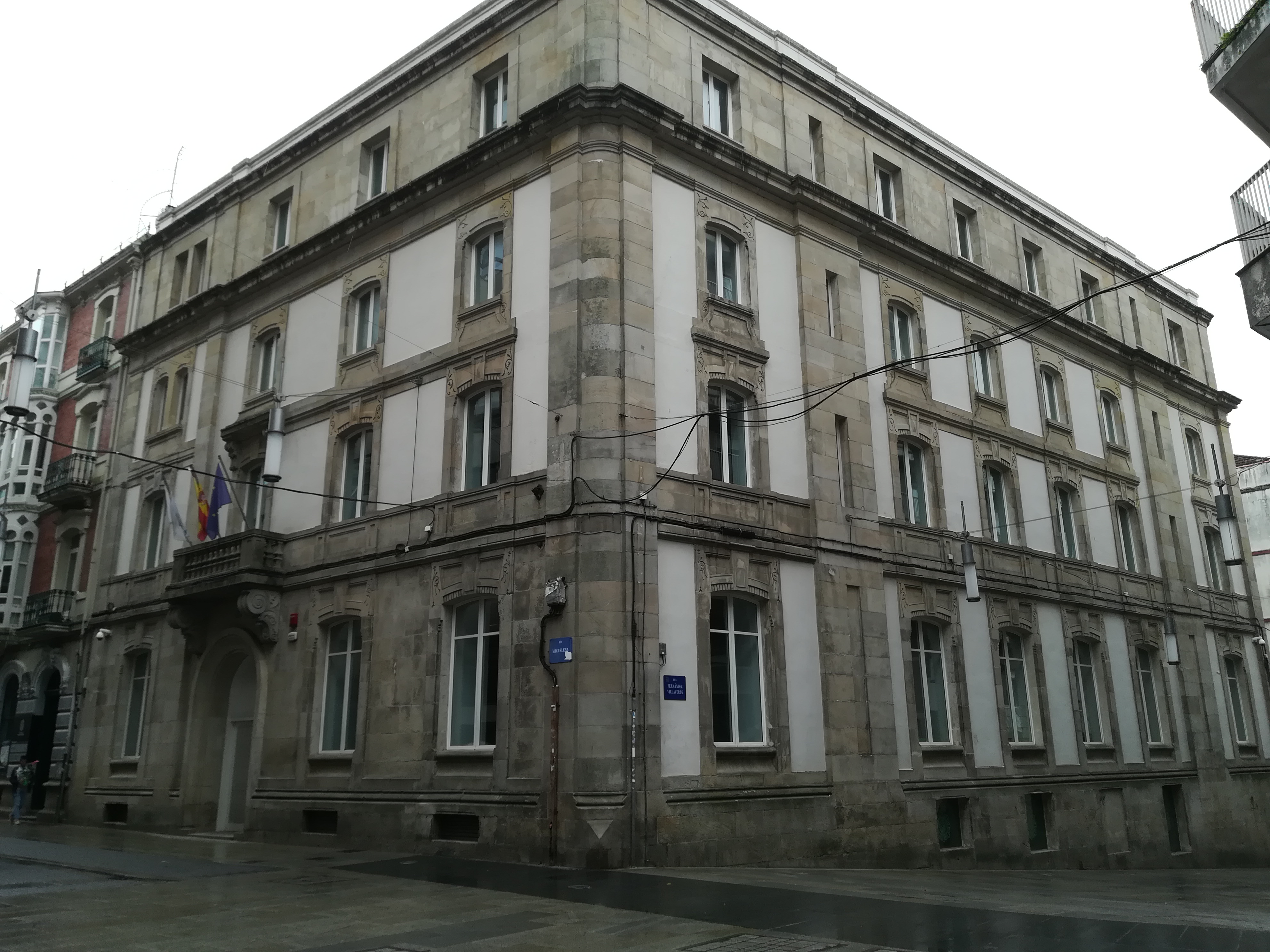
Edifício do Banco da Espanha no número 28
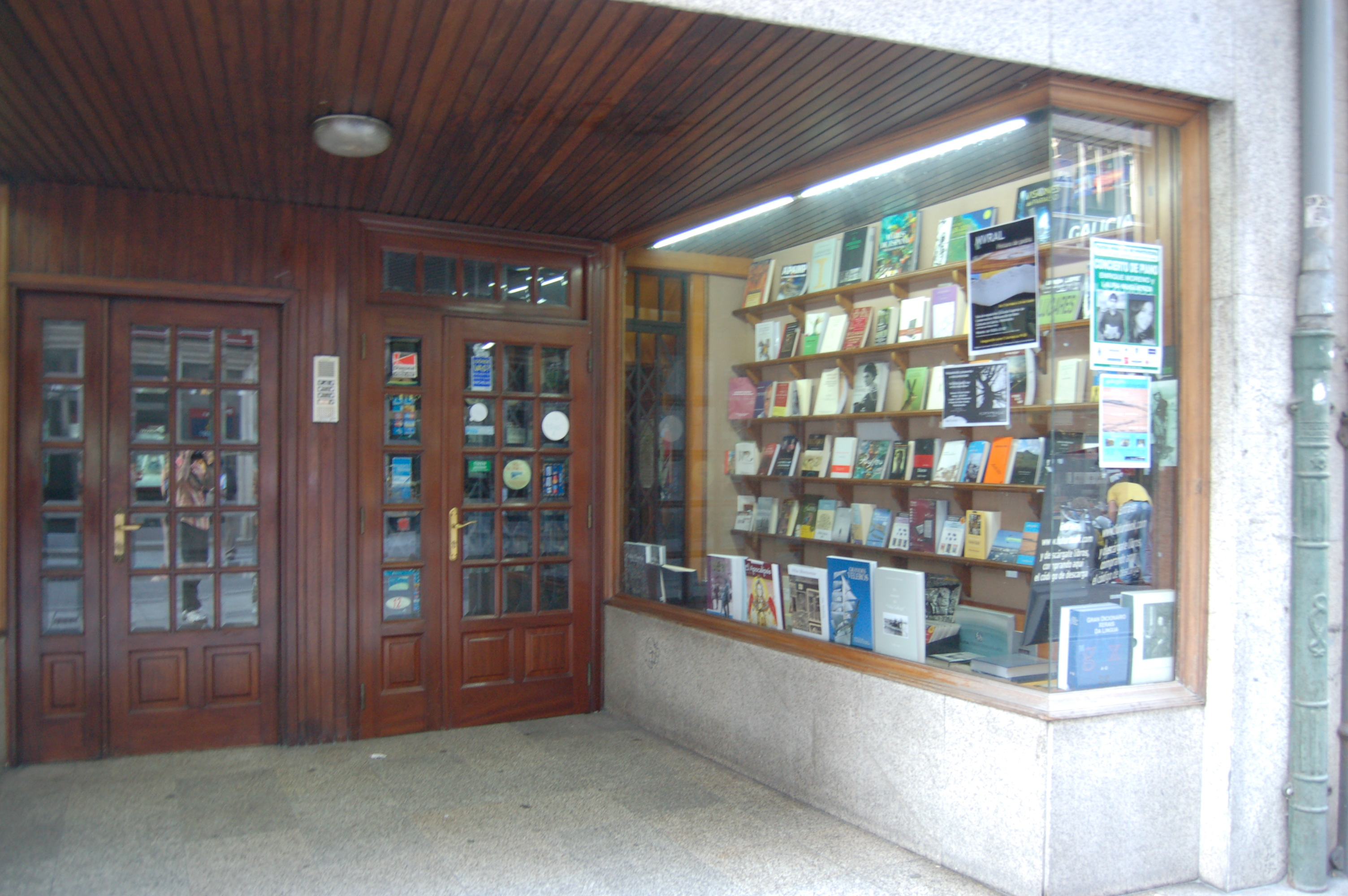
Antiga livraria Michelena no número 22

### Artigos relacionados
- Praça da Peregrina
- Praça de Espanha
- Mansão do Marquês de Riestra
- Edifício do Banco de Espanha
- Ensanche-Centro da Cidade